# Brits-Indië
Brits-Indië (Engels: British India) of de British Raj (Hindi: Britse heerschappij) is de benaming voor de Britse koloniën in Zuid-Azië, een gebied dat destijds India werd genoemd. Brits-Indië omvatte de huidige landen India, Pakistan, Bangladesh en Myanmar (Birma) en vormde het zwaartepunt van het Britse koloniale rijk. De eerste Britse koloniën op het Indisch subcontinent waren enkele handelsposten en forten die in de 17e eeuw langs de kust werden gesticht. De Britten waren verenigd in de Britse Oost-Indische Compagnie, die uit was op monopolisering van de handel, met name in goedkoop textiel en specerijen. In de tweede helft van de 18e eeuw groeide de Britse invloed uit over grote delen van het binnenland door beslissingen van ambitieuze officieren en beambten, die op zoek waren naar roem en fortuin. Dit gebeurde vaak zonder medeweten van de aandeelhouders van de Company of de Britse regering. Onderdeel van het militaire succes was de grootschalige inzet van inheemse regimenten van sepoys (Indiase soldaten die in Europese oorlogsvoering waren getraind). De bestuurders van de Company waren vooral uit op zelfverrijking; wanbestuur en misstanden kwamen veel voor. Om de zaak in de hand te houden stelde de Britse regering vanaf 1773 een gouverneur-generaal aan. De conflicten en culturele misverstanden met de lokale bevolking leidden in 1857 echter tot een grote opstand, die bloedig werd neergeslagen. In 1858 werd de Company daarom opgeheven. India kwam voortaan direct onder de Britse kroon te staan, die het bestuur opdroeg aan de gouverneur-generaal of onderkoning. Vanaf 1876 nam koningin Victoria de titel keizerin van India aan. Men spreekt van 1876 tot 1947 van het keizerrijk India. De uitvoerende macht lag, wegens de lange reistijd naar Londen, in handen van de onderkoning. Deze maakte gebruik van de macht van inheemse vorsten, die in grote delen van India aan de macht bleven als marionetten van het Britse gezag. Zij werden bijgestaan en in de gaten gehouden door Britse residenten en bestuursambtenaren. Hoewel de vorsten soms zelfs een eigen leger en luchtmacht bezaten, was hun onafhankelijkheid door verdragen en de dominante positie van de Britten sterk ingeperkt.

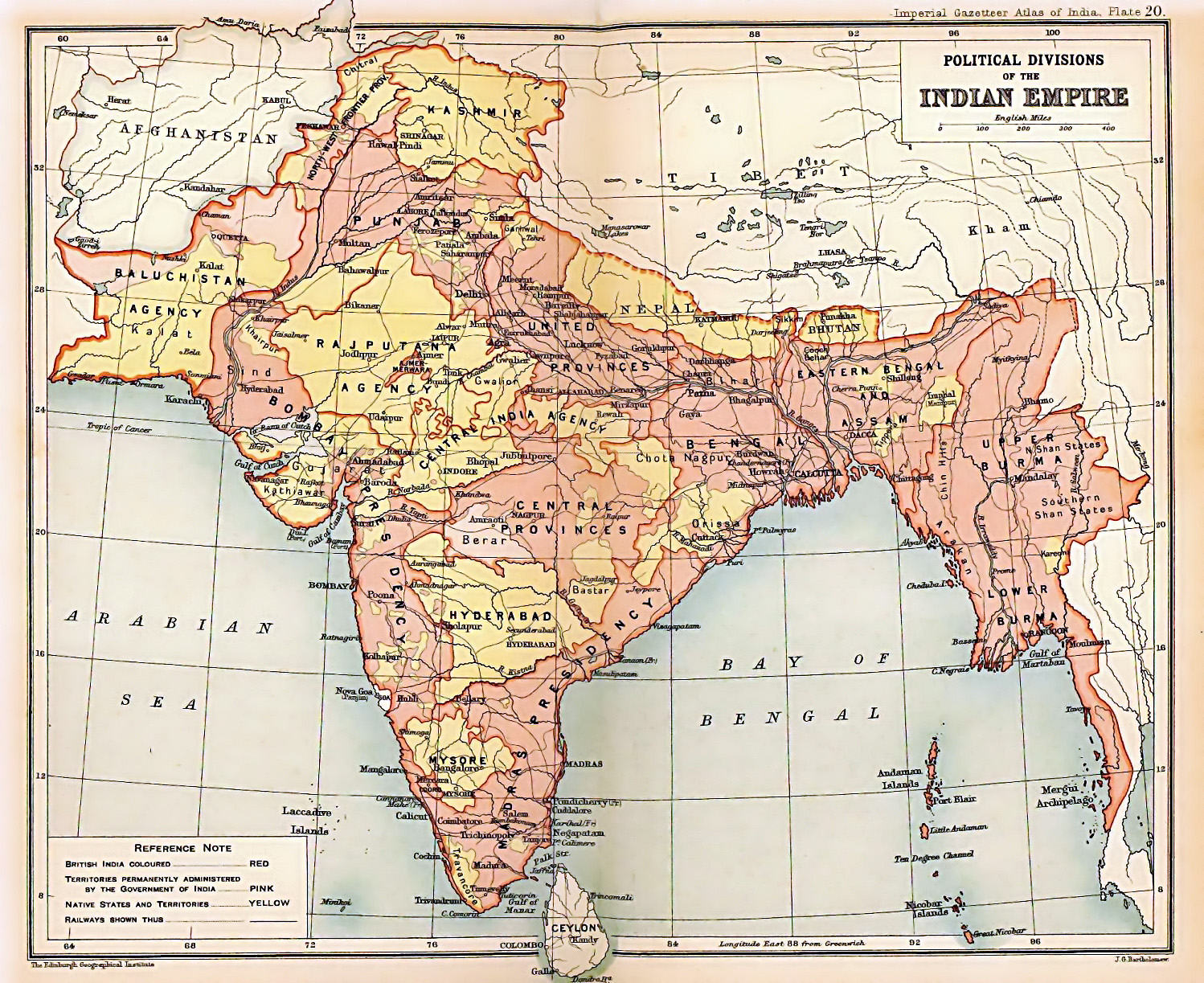
Brits-Indië in 1909, ingedeeld in provincies (roze) en vorstenlanden (geel)

## Komst van de Europeanen
Portugal was in 1488 het eerste Europese land dat om Kaap de Goede Hoop zeilde en in 1498 India via de zee bereikte. Zij vestigden daar de kolonies Bon Bahia (het huidige Bombay of Mumbai) en Goa. In 1600 werd de Britse Oost-Indische Compagnie opgericht die moeilijk voet aan de grond kreeg in Oost-Azië en zich daarom met name op het Indiase subcontinent richtte. In 1676 vestigden ook de Fransen zich aan de oostkust van India bij Pondicherry, ten zuiden van Madras. Ook de Nederlandse Vereenigde Oostindische Compagnie vestigde zich in India, in Malabar aan de zuidwestelijke kust en in de Bengalen, hedendaags Bangladesh.

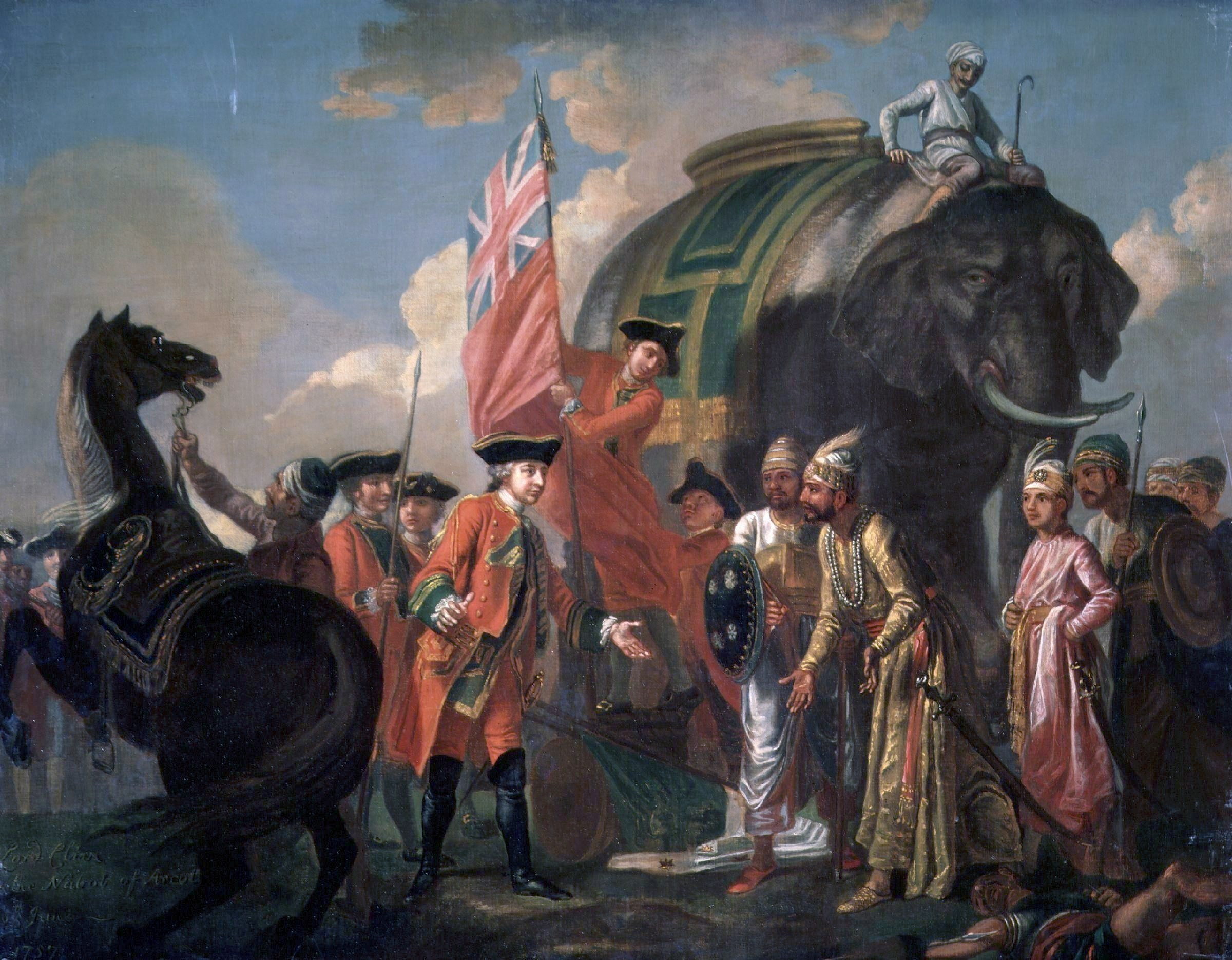
Robert Clive ontmoet Mir Jafar na afloop van de Slag bij Plassey

Destijds besloeg het Mogolrijk het grootste deel van het Indiase subcontinent. Begin 18e eeuw raakte dit rijk in verval. Vanuit het westen werd het Mogolrijk aangevallen door de Perzen die in 1739 Delhi innamen en vanuit het zuiden door het Maratharijk dat later een groot deel van het Mogolrijk zou innemen. Voor de Fransen en Britten was dit de kans om hun gebieden uit te breiden, ofwel met geweld ofwel door allianties aan te gaan met lokale vorsten. Onder leiding van Robert Clive werd in 1757 de Slag bij Plassey geleverd waarbij de Britten de macht kregen in Bengalen. Met de Vrede van Parijs (1763) wist John Russell (de 4e Hertog van Bedford) uit te onderhandelen dat Groot-Brittannië min of meer het alleenrecht kreeg om het subcontinent in te nemen, maar Portugal en Frankrijk mochten hun kustkoloniën wel houden. De Britten breidden hun gebieden uit en deze zouden als bezit van de Britse Oost-Indische Compagnie worden geregeerd.

## Britse periode
Nadat de opstand van 1857 was neergeslagen werd een einde gemaakt aan het bestuur door de Compagnie, en kwam India rechtstreeks onder het bestuur van de Britse kroon te staan. De leiding ter plaatse was in handen van de onderkoning of gouverneur-generaal, bijgestaan door de Viceroy's Executive Council en de Imperial Legislative Council. De Britten hervormden, al voor die tijd, het rechtsstelsel en het onderwijssysteem. Hiermee was onder meer Thomas Macaulay belast, die tussen 1834 en 1838 het door hem inferieur geachte traditionele stelsel, met als talen Sanskriet of Perzisch, verving door een op het Britse systeem geschoeid systeem, met als voertaal Engels.
Rond 1850 werd er ook een begin gemaakt met de bouw van een spoorwegnet door het subcontinent, dat nog altijd een van de meest zichtbare erfenissen van het Britse bewind is. Een andere erfenis zijn de grote irrigatiekanalen. In de loop van de 19e eeuw hebben de Britten hun Aziatische bezittingen zelfs nog uitgebreid met Opper- en Neder-Birma (het zuidelijke deel van het huidige Myanmar), Noordoost-India en het eiland Ceylon, wat de Mogols nooit gelukt was. Ceylon viel overigens onder een afzonderlijk Brits koloniaal bewind, Brits-Ceylon, en vanaf 1937 vormden ook de Birmese delen een aparte Britse kolonie. Ook Singapore viel tot 1867 onder India.
Tot 1947 werd India geregeerd als een onderdeel van het Britse Rijk. In deze periode was Brits-Indië een land waar grote verdeeldheid heerste. Dat kwam mede doordat de Britten de gebruiken van de Indiërs niet altijd eerbiedigden. De Britten veroorzaakten veel onrust door bijvoorbeeld heilige koeien te slachten en onreine dieren te eten. In 1812 hadden de Britten de weduweverbrandingen verboden, maar dit gebruik bleef nog lange tijd bestaan. Er was veel onvrede onder Indiërs. Dit werd ook gevoed door de terugkerende hongersnoden.

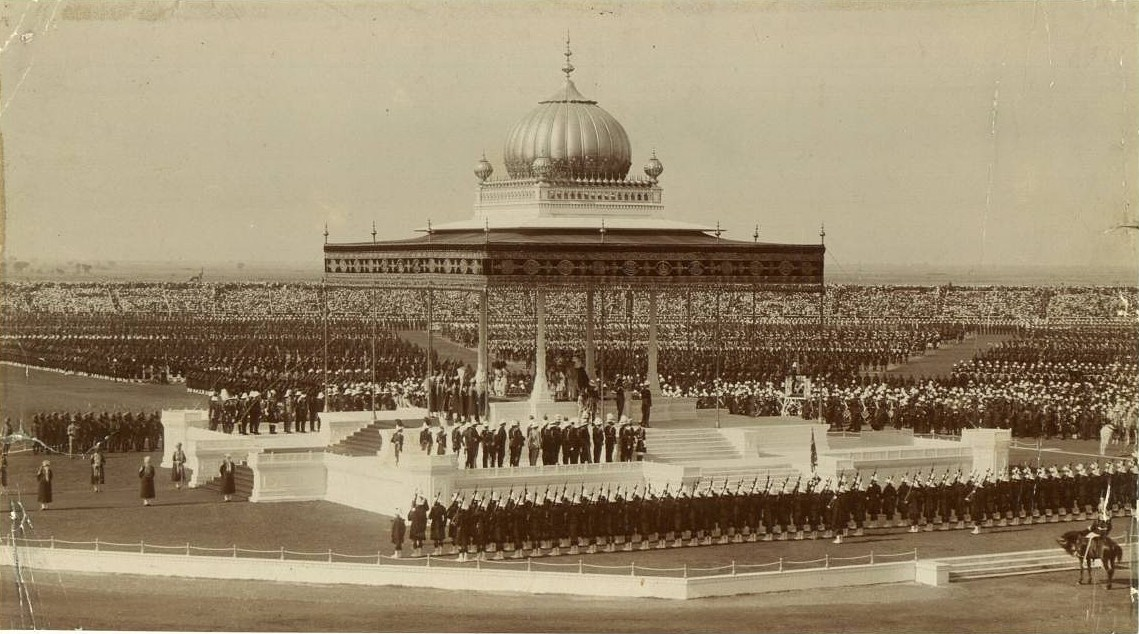
Delhi Durbar van 1911 met koning George V en koningin Mary

Om zo'n groot gebied met zo veel mensen te regeren, maakten de Britten gebruik van legereenheden bestaande uit Indiërs. Deze legereenheden werden ook buiten India ingezet om gebieden te veroveren en later zelfs te dienen aan de Europese fronten tijdens de Eerste Wereldoorlog. Grote delen van India werden geregeerd door lokale vorsten, de maharadja's, in ruil voor trouw aan de Britten en belastingafdracht. Deze maharadja's werden vaak aan Britse kostscholen opgeleid en eenmaal terug werden ze scherp in de gaten gehouden door Britten die aan hun hoven resideerden. Deze gebieden werden vorstenlanden genoemd. Ten behoeve van hun Indische vazallen en het bestuursapparaat stichtte de Britse koningin een aantal koloniale ridderorden. Het regeren ging allemaal met de nodige bluf en intimidatie gepaard. Zo zou een gouverneur eens gezegd hebben dat als alle Indiërs een hand met zand naar een Brit zouden gooien de Britten levend begraven zouden worden. Zo werd een paar keer een grote Delhi Durbar (optocht) gehouden waarbij de Britten hun macht en rijkdom toonden. Dit werd ook wel terror in fancy dress genoemd.
De eerste handelaren die naar India kwamen hadden de gewoonte om zich aan te passen, de kleding en de gebruiken over te nemen en in sommige gevallen zelfs een harem te nemen. Een voorbeeld is minister-resident David Ochterlony die met zijn dertien concubines avondwandelingen maakte rond het Rode Fort in Delhi elk op een eigen olifant. Met het Victoriaans tijdperk werd dit anders en wilden de Britten niet alleen het land, maar ook de maatschappij aanpassen naar de ideeën van het puritanisme. Missionarissen kwamen naar India en er verrezen aparte dorpen met bungalows (wat een leenwoord uit het Gujarati is) en hill stations waar de Britten zich afzonderden en aan hun eigen levensstijl vasthielden.

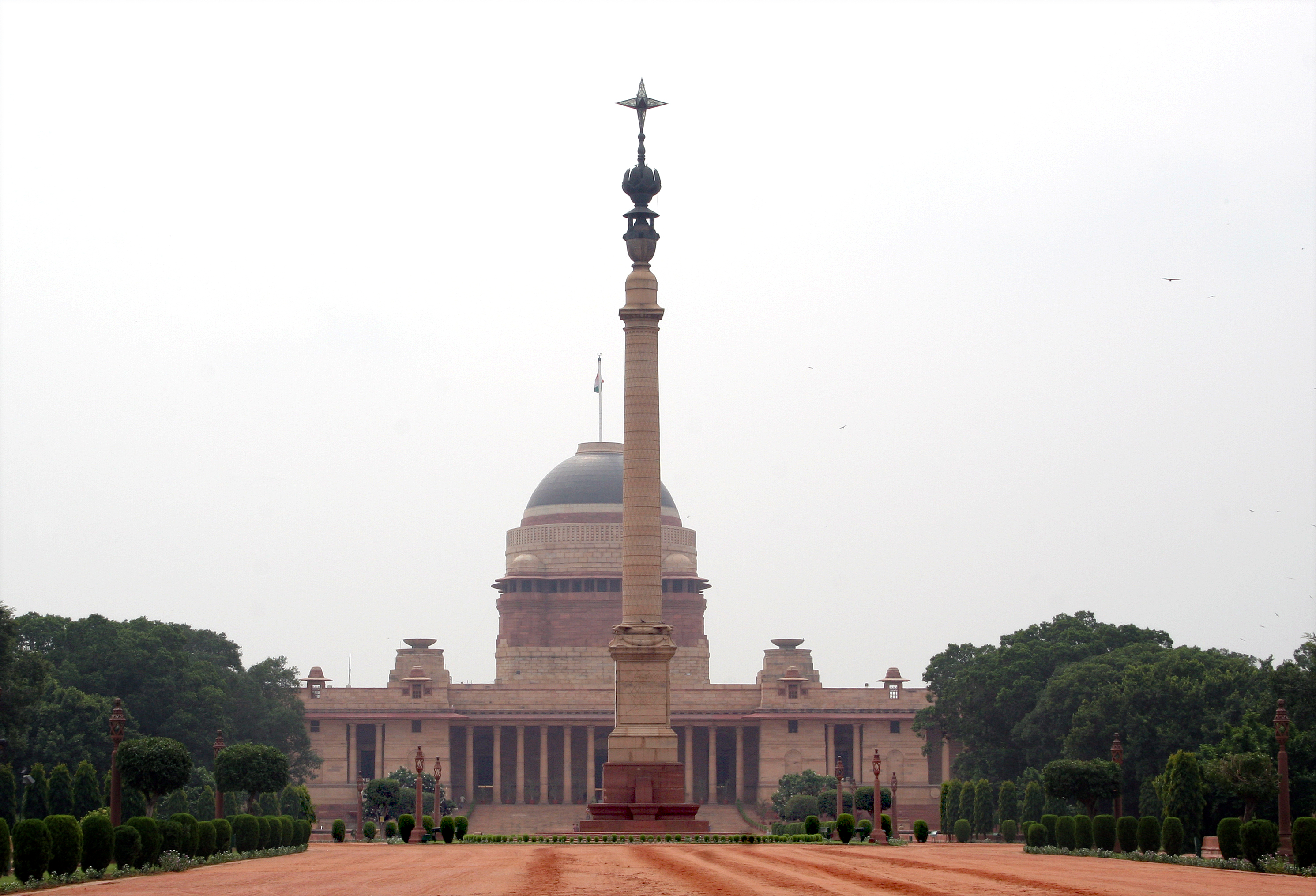
Het Rashtrapati Bhavan, de zetel van de onderkoning van India in de planmatig aangelegde hoofdstad New Delhi. Tegenwoordig is het de residentie van de President van India

Omdat in de periode van de Britse overheersing van India elders in de wereld de slavernij werd afgeschaft, werden er veel Indiërs geronseld om te gaan werken als contractarbeider in plaats van de Afrikaanse slaven op de plantages in andere Britse koloniën, maar ook in de Nederlandse kolonie Suriname. In 1872 werd een traktaat gesloten door de Nederlandse regering met de Britse regering. Dit werd door koningin Victoria ondertekend op 10 februari 1872; koning Willem III der Nederlanden bekrachtigde het zes dagen later. Op 5 juni 1873 arriveerde het eerste schip met Brits-Indische contractanten, de Lalla Rookh, in Suriname.
Op de achtergrond speelde ook The Great Game, een smeulend conflict tussen de Britten en het Keizerrijk Rusland over de verovering van Centraal-Azië. In de 19e eeuw werd het subcontinent met behulp van driehoeksmetingen opgemeten door de Great Trigonometrical Survey. Tot 1912 was Calcutta de hoofdstad, daarna Delhi en vanaf 1931 de planmatig aangelegde stad New Delhi.

## Onafhankelijkheidsbeweging

Mahatma Gandhi tijdens de zoutmars van 1930

Na de Eerste Wereldoorlog, waarin bijna anderhalf miljoen Indiërs meevochten met de Britten ontstond een steeds sterker nationaal bewustzijn onder de Indiërs en een groeiende onafhankelijkheidsbeweging. De Congrespartij, reeds opgericht in 1885, streefde steeds meer naar onafhankelijkheid. In 1919 vond het bloedbad van Amritsar plaats waarna de Britten hun grip op India versterkten door invoering van de Rowlatt Act waarbij de burgerrechten van Indiërs werden ingeperkt. Hierop vonden meerdere protesten en initiatieven plaats. Zo gingen onder leiding van Mahatma Gandhi de geweldloze Non-cooperation movement, de zoutmars en de Quit India Movement van start.

## Dekolonisatie en deling
Na de Tweede Wereldoorlog was het Britse Rijk vooral geconcentreerd op zaken die zich dichter bij huis afspeelden en financieel niet meer in staat om het veel grotere India te beheersen. Daarom was het Rijk niet voorbereid op de opkomst van antikoloniale nationalistische bewegingen in hun kolonies. Een voornamelijk geweldloze opstand onder Mahatma Gandhi en Jawaharlal Nehru vormde een onderdeel van de weg naar de onafhankelijkheid van Brits-Indië.
Mahatma Gandhi had graag gezien dat geheel Brits-Indië als één land verder zou gaan. Hij stelde daarom voor dat Mohammed Ali Jinnah als leider van de Moslimliga de eerste leider van het onafhankelijke India zou worden. Op die manier zouden de Moslims zich niet onderdrukt voelen. Dit gebeurde echter niet. Het Indische subcontinent werd door de Britten verdeeld in de seculiere staat India en de kleinere moslimstaat Pakistan.
Al voordat de deling plaatsvond was er veel sektarisch geweld tussen Moslims en Hindoes. Door de deling kwam er een vluchtelingenstroom op gang van meer dan 12 miljoen mensen. Moslims vertrokken uit India naar Pakistan en Hindoes in de andere richting. In totaal verloren enkele honderdduizenden tot mogelijk een miljoen mensen het leven, door de rellen en door de vluchtelingenstroom. Bij de deling werd de provincie Bengalen gesplitst in Oost-Pakistan (als deel van het Dominion van Pakistan) en West-Bengalen (als onderdeel van India). Ditzelfde gebeurde met de provincie Punjab. Deze werd opgedeeld in West-Punjab (Pakistan) en Oost-Punjab (India). Ook verschillende staatsonderdelen, zoals het Brits-Indische leger, het ambtenarenapparaat en de Indische spoorwegen werden opgesplitst. Jawaharlal Nehru werd de eerste premier van India en Mohammed Ali Jinnah werd de eerste gouverneur van Pakistan. Het verhaal gaat dat Gandhi niet eens wakker wilde blijven om de onafhankelijkheid mee te maken omdat er volgens hem niks te vieren viel nu het land opgesplitst werd.
De vorstenlanden zouden vrij snel aansluiten bij Pakistan en India. Uitzonderingen waren Junagadh dat eerst aansluiting zocht bij Pakistan, maar na een opstand en referendum onderdeel werd van Gujarat, Haiderabad dat gebukt ging onder sektarisch geweld waarbij India in 1948 ingreep en het gebied opnam, en Jammu en Kasjmir dat eerst onafhankelijk werd, maar uiteindelijk door zowel Pakistan als India ingenomen werd wat het begin vormde van het Kasjmirconflict. In 1948 werden ook Myanmar (Birma) en Sri Lanka (Ceylon) onafhankelijk. Bangladesh, voorheen Oost-Pakistan, werd in 1971 onafhankelijk van Pakistan.
De heftige religieuze spanningen leidden in januari 1948 tot de moord op de grote inspirator van deze strijd, Mahatma Gandhi, omdat die te toegeeflijk zou zijn geweest tegen de moslims. In 1949 werd India door de Britten erkend als republiek en dit wordt gezien als het begin van het moderne, postkoloniale Gemenebest van Naties.

## Bevolking
Buiten dat de bevolking bestond uit inlanders, de oorspronkelijke bevolking, vond ook vermenging plaats met de bevolking van de kolonisator, Groot-Brittannië. Dit leverde een bevolkingsindeling op: 
- 1e klasse: Europeanen;
- 2e klasse: Europeanen die in Brits-Indië zijn geboren uit Europese ouders;
- 3e klasse: gemengdbloedigen: Indo-Europeanen ofwel Anglo-Indiërs;
- 4e klasse: Brits-Indiërs (inlanders).

Vermengingen: uit huwelijken van Indo-Europese man en vrouw kwamen Indo-Europese kinderen voort; bij huwelijken van Indo-Europese mannen met inlandse vrouwen, werden de kinderen als inlanders beschouwd.

## Provincies van Brits-Indië
Brits-Indië had vlak voor de onafhankelijkheid in 1947 zeventien provincies:
- Ajmer-Merwara-Kekri
- Andamanen en Nicobaren
- Assam
- Beloetsjistan (Chief Commissioners Province of Baluchistan)
- Bengalen (Bengal Province)
- Bihar
- Bombay (Bombay Province)
- Central Provinces and Berar
- Coorg
- Delhi (Delhi Province)
- Madras (Madras Province)
- Noordwestelijke Grensprovincie (North-West Frontier Province)
- Panth-Piploda
- Orissa
- Punjab (Punjab Province)
- Sindh
- United Provinces of Agra and Oudh